# Großer Preis von Österreich 2017
Der Große Preis von Österreich 2017 (offiziell Formula 1 Grosser Preis von Österreich 2017) fand am 9. Juli auf dem Red Bull Ring in Spielberg statt und war das neunte Rennen der Formel-1-Weltmeisterschaft 2017.

## Bericht

### Hintergründe
Nach dem Großen Preis von Aserbaidschan führte Sebastian Vettel in der Fahrerwertung mit 14 Punkten vor Lewis Hamilton und mit 42 Punkten vor Valtteri Bottas. In der Konstrukteurswertung führte Mercedes mit 24 Punkten vor Ferrari und mit 113 Punkten vor Red Bull Racing.
Beim Großen Preis von Österreich stellte Pirelli den Fahrern die Reifenmischungen P Zero Soft (gelb), P Zero Supersoft (rot), P Zero Ultrasoft (violett) sowie für Nässe Cinturato Intermediates (grün) und Cinturato Full-Wets (blau) zur Verfügung.
In den Kurven Schlossgold, Würth und Kurve acht wurden wegen der durch die Regeländerungen zur Saison 2017 höheren Geschwindigkeiten der Fahrzeuge die Anzahl der Reifenstapel erhöht. An der Boxeneinfahrt standen nun TecPro-Barrieren vor der Leitplanke. Die im Vorjahr eingeführten, zusätzlichen Randsteine mit einer Höhe von 100 mm befanden sich nun nur noch am Ausgang der Kurven Rauch, Rindt und Red Bull Mobile und hatten einen Abstand von 3,20 Meter. Es wurden weitere Drainagen errichtet, um bei Regen einen besseren Abfluss des Regenwassers zu erreichen. Außerdem wurden an mehreren Stellen neue, sehr flache Randsteine montiert. Diese Maßnahme hatte jedoch keinen Bezug zur Formel 1, sondern diese Veränderung wurde für Motorradrennen vorgenommen.
Es gab zwei DRS-Zonen, die im Vergleich zum Vorjahr unverändert blieben. Die erste Zone begann genau 85 Meter nach der Remus, der Messpunkt lag 360 Meter vor dieser Kurve. Die zweite Zone befand sich auf der Start-Ziel-Geraden und begann 110 Meter nach der Red Bull Mobile, gemessen wurde der Abstand zwischen den Fahrzeugen zehn Meter nach der Rindt.
Bei diesem Rennen stellte Ferrari ein neues Motorenupdate zur Verfügung, das nur vom Haas-Team eingesetzt wurde. Das Ferrari-Werksteam verwendete beim Rennen noch die alte Spezifikation.
Vettel (neun), Daniil Kwjat, Kevin Magnussen, Jolyon Palmer, Sergio Pérez, Carlos Sainz jr. (jeweils fünf), Nico Hülkenberg, Esteban Ocon (jeweils vier), Romain Grosjean, Stoffel Vandoorne (jeweils drei), Hamilton, Felipe Massa, Pascal Wehrlein (jeweils zwei) und Max Verstappen (einer) gingen mit Strafpunkten ins Rennwochenende.
Im Anschluss an den Großen Preis von Aserbaidschan kündigte die FIA an, einen Vorfall zwischen Hamilton und Vettel, bei dem Vettel während einer Safety-Car-Phase zunächst auf Hamilton aufgefahren, anschließend dann neben Hamilton gefahren war und diesen seitlich gerammt hatte, trotz der von den Rennkommissaren ausgesprochenen Zehn-Sekunden-Strafe in der Woche vor dem Großen Preis von Österreich erneut zu untersuchen. Vettel war bereits beim Großen Preis von Mexiko 2016 auffällig geworden, als er Renndirektor Charlie Whiting am Funk beschimpft hatte. Die FIA sah damals nach einer öffentlichen Entschuldigung von einer Bestrafung ab, drohte im Wiederholungsfall aber an, den Fall vor das internationale Tribunal der FIA zu bringen. Auch dieses Mal sah die FIA von einer Bestrafung ab, falls sich Vettel öffentlich für sein Verhalten entschuldige. Zusätzlich müsse er Nachwuchsarbeit in der FIA-Formel-2-Meisterschaft, der europäischen Formel-3-Meisterschaft sowie einer noch zu bestimmenden Formel-4-Meisterschaft leisten und ein Seminar mit den FIA-Kommissaren besuchen.
Mit Hamilton (einmal) nahm ein ehemaliger Sieger an diesem Grand Prix teil.
Rennkommissare waren Walter Jobst (AUT), Tim Mayer (USA), Andrew Mallalieu (BRB) und Mika Salo (FIN).

### Training
Im ersten freien Training fuhr Hamilton mit einer Rundenzeit von 1:05,975 Minuten die Bestzeit vor Verstappen und Bottas.
Im zweiten freien Training war Hamilton mit einer Rundenzeit von 1:05,483 Minuten erneut Schnellster vor Vettel und Bottas.
Die Bestzeit im dritten freien Training fuhr Vettel in 1:05,092 Minuten vor Hamilton und Bottas.

### Qualifying
Das Qualifying bestand aus drei Teilen mit einer Nettolaufzeit von 45 Minuten. Im ersten Qualifying-Segment (Q1) hatten die Fahrer 18 Minuten Zeit, um sich für das Rennen zu qualifizieren. Alle Fahrer, die im ersten Abschnitt eine Zeit erzielten, die maximal 107 Prozent der schnellsten Rundenzeit betrug, qualifizierten sich für den Grand Prix. Die besten 15 Fahrer erreichten den nächsten Teil. Hamilton war Schnellster. Die Sauber- und Williams-Piloten sowie Palmer schieden aus.
Der zweite Abschnitt (Q2) dauerte 15 Minuten. Die schnellsten zehn Piloten qualifizierten sich für den dritten Teil des Qualifyings. Hamilton fuhr als einziger Pilot seine schnellste Runde auf Supersoft. Bottas war Schnellster. Magnussen, der nach einem Bruch der Radaufhängung im Q1 keine Zeit fuhr, Kwjat, die McLaren-Fahrer und Hülkenberg schieden aus.
Der letzte Abschnitt (Q3) ging über eine Zeit von zwölf Minuten, in denen die ersten zehn Startpositionen vergeben wurden. Bottas fuhr mit einer Rundenzeit von 1:04,251 Minuten die Bestzeit vor Vettel und Hamilton. Es war die zweite Pole-Position für Bottas in der Formel-1-Weltmeisterschaft.
Hamilton wurde wegen eines vorzeitigen Getriebewechsels um fünf Startplätze nach hinten versetzt. Da bei Wehrleins Fahrzeug nach dem Qualifying der Turbolader aufgrund eines Defekts gegen ein nicht baugleiches Teil ersetzt wurde, musste er das Rennen aus der Boxengasse starten.

### Rennen
Beim Start behielt Bottas die Führung vor Vettel. Räikkönen wurde von Ricciardo und Grosjean überholt. Dahinter gab es Probleme, als Kwjat Alonso traf, der dann wiederum Verstappen traf. Sowohl Alonso als auch Verstappen schieden aus, Kwjat erhielt eine Durchfahrtsstrafe für die Verursachung des Unfalls. Gegen Bottas wurde wegen eines Frühstarts ermittelt, aber die Sportkommissare verhängten keine Strafe.
In der dritten Runde überholte Räikkönen Grosjean. Der Franzose überließ in Runde 8 eine weitere Position an Hamilton. Die Rangliste blieb dann mehrere Runden lang unverändert: Hamilton versuchte, auf Räikkönen aufzuschließen, aber ohne Erfolg. Der Engländer ging dann in der 31. Runde zum Boxenstopp und wechselte auf Ultrasoft-Reifen. Zwei Runden später war Ricciardo an der Reihe, in Runde 34 auch Vettel. Beide entschieden sich für Supersofts. Die gleiche Entscheidung traf auch Grosjean in Runde 37. Runde. Der Spitzenreiter Bottas wartete bis zur Runde 41: Er überließ den ersten Platz Räikkönen, der jedoch bereits nach zwei Runden wieder vom Mercedes-Piloten überholt wurde. Der Ferrari-Pilot wartete bis zur 44. Runde auf den Boxenstopp, kehrte nach Hamilton auf die Strecke zurück und kletterte so auf den fünften Platz.
Der Rest des Rennens verlief wenig ereignisreich, bis Vettel gegen Ende Druck auf Bottas ausübte, um die Führung zu übernehmen, aber letztendlich gelang es ihm nicht, an Bottas vorbeizukommen. Auch Hamilton kam näher an Ricciardo ran, kam allerdings auch nicht vorbei.
Bottas gewann schlussendlich das Rennen vor Vettel und Ricciardo. Es war Bottas' zweiter Sieg in der Formel-1-Weltmeisterschaft, Vettel erzielte die siebte und Ricciardo die fünfte Podestplatzierung der Saison. Die restlichen Punkteplatzierungen belegten Hamilton, Räikkönen, Grosjean, Pérez, Ocon, Massa und Lance Stroll.
Sowohl in der Fahrer-, als auch in der Konstrukteurswertung blieben die ersten drei Plätze unverändert.

## Meldeliste
| Team                          | Nr. | Fahrer            | Chassis                   | Motor                         | Reifen |
| ----------------------------- | --- | ----------------- | ------------------------- | ----------------------------- | ------ |
| Mercedes AMG Petronas F1 Team | 44  | Lewis Hamilton    | Mercedes F1 W08 EQ Power+ | Mercedes-AMG F1 M08 EQ Power+ | P      |
| Mercedes AMG Petronas F1 Team | 77  | Valtteri Bottas   | Mercedes F1 W08 EQ Power+ | Mercedes-AMG F1 M08 EQ Power+ | P      |
| Red Bull Racing               | 03  | Daniel Ricciardo  | Red Bull RB13             | TAG Heuer                     | P      |
| Red Bull Racing               | 33  | Max Verstappen    | Red Bull RB13             | TAG Heuer                     | P      |
| Scuderia Ferrari              | 05  | Sebastian Vettel  | Ferrari SF70H             | Ferrari 062                   | P      |
| Scuderia Ferrari              | 07  | Kimi Räikkönen    | Ferrari SF70H             | Ferrari 062                   | P      |
| Sahara Force India F1 Team    | 11  | Sergio Pérez      | Force India VJM10         | Mercedes-AMG F1 M08 EQ Power+ | P      |
| Sahara Force India F1 Team    | 31  | Esteban Ocon      | Force India VJM10         | Mercedes-AMG F1 M08 EQ Power+ | P      |
| Sahara Force India F1 Team    | 34  | Alfonso Celis jr. | Force India VJM10         | Mercedes-AMG F1 M08 EQ Power+ | P      |
| Williams Martini Racing       | 19  | Felipe Massa      | Williams FW40             | Mercedes-AMG F1 M08 EQ Power+ | P      |
| Williams Martini Racing       | 18  | Lance Stroll      | Williams FW40             | Mercedes-AMG F1 M08 EQ Power+ | P      |
| McLaren Honda                 | 14  | Fernando Alonso   | McLaren MCL32             | Honda RA617H                  | P      |
| McLaren Honda                 | 02  | Stoffel Vandoorne | McLaren MCL32             | Honda RA617H                  | P      |
| Scuderia Toro Rosso           | 26  | Daniil Kwjat      | Toro Rosso STR12          | Renault R.E.17                | P      |
| Scuderia Toro Rosso           | 55  | Carlos Sainz jr.  | Toro Rosso STR12          | Renault R.E.17                | P      |
| Haas F1 Team                  | 08  | Romain Grosjean   | Haas VF-17                | Ferrari 062                   | P      |
| Haas F1 Team                  | 20  | Kevin Magnussen   | Haas VF-17                | Ferrari 062                   | P      |
| Renault Sport F1 Team         | 27  | Nico Hülkenberg   | Renault R.S.17            | Renault R.E.17                | P      |
| Renault Sport F1 Team         | 30  | Jolyon Palmer     | Renault R.S.17            | Renault R.E.17                | P      |
| Renault Sport F1 Team         | 46  | Sergei Sirotkin   | Renault R.S.17            | Renault R.E.17                | P      |
| Sauber F1 Team                | 09  | Marcus Ericsson   | Sauber C36                | Ferrari 061                   | P      |
| Sauber F1 Team                | 94  | Pascal Wehrlein   | Sauber C36                | Ferrari 061                   | P      |

Anmerkungen
1. 1 2  Der Force India mit der Startnummer 34 wurde im ersten freien Training für Celis eingesetzt. Pérez übernahm das Fahrzeug anschließend für das restliche Rennwochenende mit seiner Startnummer 11.
2. 1 2  Der Renault mit der Startnummer 46 wurde im ersten freien Training für Sirotkin eingesetzt. Hülkenberg übernahm das Fahrzeug anschließend für das restliche Rennwochenende mit seiner Startnummer 27.

## Klassifikationen

### Qualifying
| Pos.                                                                      | Fahrer            | Konstrukteur         | Q1       | Q2         | Q3       | Start |
| ------------------------------------------------------------------------- | ----------------- | -------------------- | -------- | ---------- | -------- | ----- |
| 01                                                                        | Valtteri Bottas   | Mercedes             | 1:05,760 | 1:04,316   | 1:04,251 | 1     |
| 02                                                                        | Sebastian Vettel  | Ferrari              | 1:05,585 | 1:04,772   | 1:04,293 | 2     |
| 03                                                                        | Lewis Hamilton    | Mercedes             | 1:05,064 | 1:04,800   | 1:04,424 | 8     |
| 04                                                                        | Kimi Räikkönen    | Ferrari              | 1:05,148 | 1:05,004   | 1:04,779 | 3     |
| 05                                                                        | Daniel Ricciardo  | Red Bull-TAG Heuer   | 1:05,854 | 1:05,161   | 1:04,896 | 4     |
| 06                                                                        | Max Verstappen    | Red Bull-TAG Heuer   | 1:05,779 | 1:04,948   | 1:04,983 | 5     |
| 07                                                                        | Romain Grosjean   | Haas-Ferrari         | 1:05,902 | 1:05,319   | 1:05,480 | 6     |
| 08                                                                        | Sergio Pérez      | Force India-Mercedes | 1:05,975 | 1:05,435   | 1:05,605 | 7     |
| 09                                                                        | Esteban Ocon      | Force India-Mercedes | 1:06,033 | 1:05,550   | 1:05,674 | 9     |
| 10                                                                        | Carlos Sainz jr.  | Toro Rosso-Renault   | 1:05,675 | 1:05,544   | 1:05,726 | 10    |
| 11                                                                        | Nico Hülkenberg   | Renault              | 1:06,174 | 1:05,597   | –        | 11    |
| 12                                                                        | Fernando Alonso   | McLaren-Honda        | 1:06,158 | 1:05,602   | –        | 12    |
| 13                                                                        | Stoffel Vandoorne | McLaren-Honda        | 1:06,316 | 1:05,741   | –        | 13    |
| 14                                                                        | Daniil Kwjat      | Toro Rosso-Renault   | 1:05,990 | 1:05,884   | –        | 14    |
| 15                                                                        | Kevin Magnussen   | Haas-Ferrari         | 1:06,143 | keine Zeit | –        | 15    |
| 16                                                                        | Jolyon Palmer     | Renault              | 1:06,345 | –          | –        | 16    |
| 17                                                                        | Felipe Massa      | Williams-Mercedes    | 1:06,534 | –          | –        | 17    |
| 18                                                                        | Lance Stroll      | Williams-Mercedes    | 1:06,608 | –          | –        | 18    |
| 19                                                                        | Marcus Ericsson   | Sauber-Ferrari       | 1:06,857 | –          | –        | 19    |
| 20                                                                        | Pascal Wehrlein   | Sauber-Ferrari       | 1:07,011 | –          | –        | Box   |
| 107-Prozent-Zeit: 1:09,618 min (bezogen auf Q1-Bestzeit von 1:05,064 min) |                   |                      |          |            |          |       |

Anmerkungen
1. ↑  Hamilton wurde wegen eines vorzeitigen Getriebewechsels um fünf Startplätze nach hinten versetzt.
2. ↑  Wehrlein musste aus der Boxengasse starten, da der Turbolader an seinem Fahrzeug nach dem Qualifying gegen ein nicht baugleiches Bauteil ausgetauscht wurde.

### Rennen
| Pos. | Fahrer            | Konstrukteur         | Runden | Stopps | Zeit        | Start | Schnellste Runde |
| ---- | ----------------- | -------------------- | ------ | ------ | ----------- | ----- | ---------------- |
| 01   | Valtteri Bottas   | Mercedes             | 71     | 1      | 1:21:48,523 | 01    | 1:07,847 (51.)   |
| 02   | Sebastian Vettel  | Ferrari              | 71     | 1      | + 0,658     | 02    | 1:07,496 (69.)   |
| 03   | Daniel Ricciardo  | Red Bull-TAG Heuer   | 71     | 1      | + 6,012     | 04    | 1:07,442 (69.)   |
| 04   | Lewis Hamilton    | Mercedes             | 71     | 1      | + 7,430     | 08    | 1:07,411 (69.)   |
| 05   | Kimi Räikkönen    | Ferrari              | 71     | 1      | + 20,370    | 03    | 1:07,486 (68.)   |
| 06   | Romain Grosjean   | Haas-Ferrari         | 71     | 1      | + 1:13,160  | 06    | 1:08,590 (65.)   |
| 07   | Sergio Pérez      | Force India-Mercedes | 70     | 1      | + 1 Runde   | 07    | 1:08,659 (68.)   |
| 08   | Esteban Ocon      | Force India-Mercedes | 70     | 1      | + 1 Runde   | 09    | 1:08,659 (68.)   |
| 09   | Felipe Massa      | Williams-Mercedes    | 70     | 1      | + 1 Runde   | 17    | 1:08,419 (49.)   |
| 10   | Lance Stroll      | Williams-Mercedes    | 70     | 1      | + 1 Runde   | 18    | 1:08,777 (67.)   |
| 11   | Jolyon Palmer     | Renault              | 70     | 1      | + 1 Runde   | 16    | 1:08,652 (64.)   |
| 12   | Stoffel Vandoorne | McLaren-Honda        | 70     | 2      | + 1 Runde   | 13    | 1:08,422 (67.)   |
| 13   | Nico Hülkenberg   | Renault              | 70     | 1      | + 1 Runde   | 11    | 1:09,043 (64.)   |
| 14   | Pascal Wehrlein   | Sauber-Ferrari       | 70     | 1      | + 1 Runde   | Box   | 1:09,241 (60.)   |
| 15   | Marcus Ericsson   | Sauber-Ferrari       | 69     | 1      | + 2 Runden  | 19    | 1:09,284 (56.)   |
| 16   | Daniil Kwjat      | Toro Rosso-Renault   | 68     | 3      | + 3 Runden  | 14    | 1:08,061 (57.)   |
| –    | Carlos Sainz jr.  | Toro Rosso-Renault   | 44     | 1      | DNF         | 10    | 1:09,150 (42.)   |
| –    | Kevin Magnussen   | Haas-Ferrari         | 29     | 0      | DNF         | 15    | 1:10,402 (23.)   |
| –    | Fernando Alonso   | McLaren-Honda        | 1      | 0      | DNF         | 12    | –                |
| –    | Max Verstappen    | Red Bull-TAG Heuer   | 0      | 0      | DNF         | 05    | –                |

## WM-Stände nach dem Rennen
Die ersten zehn des Rennens bekamen 25, 18, 15, 12, 10, 8, 6, 4, 2 bzw. 1 Punkt(e).

### Fahrerwertung
| Pos. | Fahrer           | Konstrukteur         | Punkte |
| ---- | ---------------- | -------------------- | ------ |
| 01   | Sebastian Vettel | Ferrari              | 171    |
| 02   | Lewis Hamilton   | Mercedes             | 151    |
| 03   | Valtteri Bottas  | Mercedes             | 136    |
| 04   | Daniel Ricciardo | Red Bull-TAG Heuer   | 107    |
| 05   | Kimi Räikkönen   | Ferrari              | 83     |
| 06   | Sergio Pérez     | Force India-Mercedes | 50     |
| 07   | Max Verstappen   | Red Bull-TAG Heuer   | 45     |
| 08   | Esteban Ocon     | Force India-Mercedes | 39     |
| 09   | Carlos Sainz jr. | Toro Rosso-Renault   | 29     |
| 10   | Felipe Massa     | Williams-Mercedes    | 22     |
| 11   | Lance Stroll     | Williams-Mercedes    | 18     |

| Pos. | Fahrer             | Konstrukteur       | Punkte |
| ---- | ------------------ | ------------------ | ------ |
| 12   | Nico Hülkenberg    | Renault            | 18     |
| 13   | Romain Grosjean    | Haas-Ferrari       | 18     |
| 14   | Kevin Magnussen    | Haas-Ferrari       | 11     |
| 15   | Pascal Wehrlein    | Sauber-Ferrari     | 5      |
| 16   | Daniil Kwjat       | Toro Rosso-Renault | 4      |
| 17   | Fernando Alonso    | McLaren-Honda      | 2      |
| 18   | Jolyon Palmer      | Renault            | 0      |
| 19   | Marcus Ericsson    | Sauber-Ferrari     | 0      |
| 20   | Stoffel Vandoorne  | McLaren-Honda      | 0      |
| 21   | Antonio Giovinazzi | Sauber-Ferrari     | 0      |
| –    | Jenson Button      | McLaren-Honda      | 0      |

### Konstrukteurswertung
| Pos. | Konstrukteur         | Punkte |
| ---- | -------------------- | ------ |
| 1    | Mercedes             | 287    |
| 2    | Ferrari              | 254    |
| 3    | Red Bull-TAG Heuer   | 152    |
| 4    | Force India-Mercedes | 89     |
| 5    | Williams-Mercedes    | 40     |

| Pos. | Konstrukteur       | Punkte |
| ---- | ------------------ | ------ |
| 06   | Toro Rosso-Renault | 33     |
| 07   | Haas-Ferrari       | 29     |
| 08   | Renault            | 18     |
| 09   | Sauber-Ferrari     | 5      |
| 10   | McLaren-Honda      | 2      |